# Traité de Presbourg (1491)

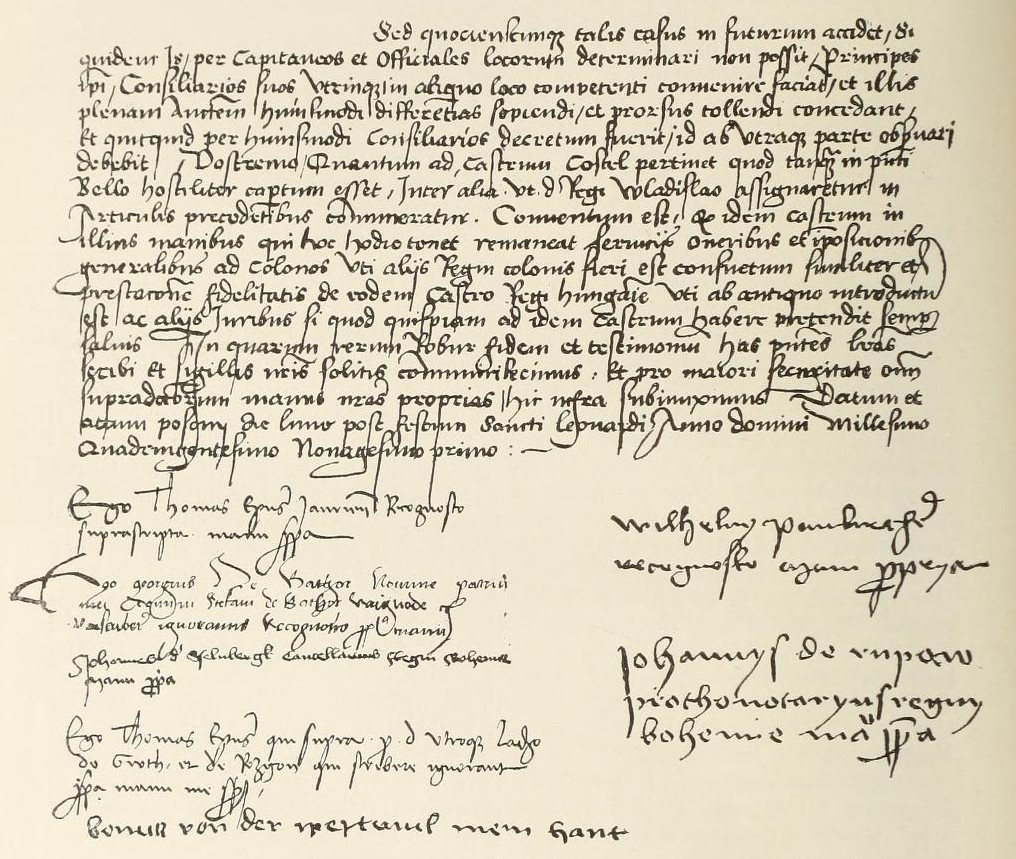
Traité de Presbourg, 1491

La paix de Presbourg est signée le 7 novembre 1491 entre Maximilien Ier et le roi de Hongrie Ladislas II Jagellon.
Après la mort du roi de Hongrie Mathias Corvin, le 6 avril 1490, Maximilien, roi des Romains, reprend les zones occupées par ce-dernier en Basse-Autriche et Vienne, mais ne peut obtenir la couronne de Hongrie. Les états de ce royaume la déférent à Ladislas, roi de Bohême, petit-fils du roi Albert II. Maximilien fait à son rival une guerre également ruineuse aux deux partis. Le traité de Presbourg met fin aux hostilités, rétablit le statu quo en Hongrie, confirmant l’accord de 1463. Le roi des Romains reconnait Ladislas pour roi de Hongrie, mais se réserve la succession éventuelle de cette couronne après l'extinction de la postérité de Ladislas. Les domaines des Habsbourg sont réunis sous la seule autorité de l’empereur Frédéric III. La couronne de saint Étienne reviendra aux héritiers de Maximilien de Habsbourg ou à ceux de Ladislas Jagellon suivant la branche qui s’éteindra la première.